# Chiwanki Lyainga
Chiwanki Lyainga (Lusaka, 1983 - ibídem, 3 de febrero de 2014) fue un futbolista zambiano que jugaba en la demarcación de centrocampista.

## Biografía
Debutó como futbolista en 2006 con el Power Dynamos a los 23 años de edad. Un año después fue traspasado al Young Arrows FC. Jugó durante dos temporadas en el club. Ya en 2009 fichó por el Red Arrows FC, club que militaba en la Primera División de Zambia, la liga más importante del país. Su mejor resultado se produjo en 2011 cuando quedó subcampeón de liga tras el Power Dynamos FC. Jugó en el club durante cinco años, hasta 2014. El 3 de febrero de 2014, tras una reyerta en un bar, fue hospitalizado en Lusaka sin éxito, falleciendo pocos minutos después a los 30 años de edad.

## Selección nacional
Chiwanki Lyainga jugó un total de 2 partidos con la selección de fútbol de Zambia. Además marcó un gol en un partido amistoso contra selección de fútbol de Libia celebrado en Trípoli el 28 de mayo de 2008. También formó parte del combinado que jugó la Copa Cosafa de 2008.

## Clubes
| Club            | País   | Año         |
| --------------- | ------ | ----------- |
| Power Dynamos   | Zambia | 2006 - 2007 |
| Young Arrows FC | Zambia | 2007 - 2009 |
| Red Arrows FC   | Zambia | 2009 - 2014 |